# Francesco Sabatini
Francesco Sabatini (Palermo, 1721-Madrid, 19 de diciembre de 1797) fue un arquitecto italiano e ingeniero militar que desarrolló la mayor parte de su trayectoria profesional en España al servicio de la Casa Real.
Su estilo, que ha sido calificado de «barroco clasicista cosmopolita» y que responde a su aprendizaje en Roma con Ferdinando Fuga y Luigi Vanvitelli, es identificable con la transición entre la arquitectura barroca y la neoclásica. Tiene un fuerte componente clasicista que, no obstante su interés por el estudio de las ruinas romanas, es más próximo a la arquitectura del Renacimiento que a los rasgos puros del periodo posterior (representado por Juan de Villanueva).

## Biografía
Natural de Palermo (en el Reino de Sicilia), hijo de Erasmo Antonio Sabatini (natural de Gaeta) y de María Teresa Giuliani (natural de Palermo), estudió Arquitectura en Roma. Sus primeros contactos con la monarquía española se remontaban a su participación bajo la dirección de su suegro, Luigi Vanvitelli (Sabatini se casó en 1764 con la hija de éste, María Cecilia), en la construcción del Palacio Real de Caserta para el rey de Nápoles, Carlos VII, el futuro rey Carlos III de España. Entre 1745 y 1750 levantó la planimetría de las ruinas y templos de Paestum en el proyecto de investigación arqueológica dirigido por el conde Gazzola.
En 1755, siendo oficial de ingenieros, empezó a trabajar con Vanvitelli en un cuartel de artillería junto al Puente de la Magdalena (Nápoles).
Al subir Carlos III al trono español, lo llamó a Madrid en 1760 y lo encumbró por encima de los arquitectos españoles más destacados de la época. Se le nombró maestro mayor de las Obras Reales, con rango de teniente coronel del Cuerpo de Ingenieros, a la vez que se le designaba como académico honorífico de la Real Academia de Bellas Artes de San Fernando. La mayoría de sus trabajos al servicio del rey fueron de ampliación y remodelación de edificios ya existentes, como el Palacio Real de Madrid.
La mayor parte de sus obras de nueva construcción están localizadas en Madrid, a excepción de las iglesias de Santa Ana en Valladolid.
Su talento como arquitecto y el favor que le profesaba el rey le reportaron numerosos trabajos y encargos. Su trayectoria profesional se vio premiada en repetidas ocasiones. Fue ascendido a teniente general del Cuerpo de Ingenieros, se le otorgó hábito de caballero de la Orden de Santiago, y tuvo acceso directo al círculo de confianza del rey tras su designación como gentilhombre de cámara.
Tuvo cuatro hijos: Luis María, Ana María (Mariana), María Teresa y Luis Jaime. Solo le sobrevivieron las dos hijas. Ana María casó con Jerónimo de la Grúa, hijo del príncipe de Carini, mientras que María Teresa casó con Antonio de Zayas, II marqués de Zayas (uno de cuyos descendientes es Aitor Zayas, hijo de la cantante Massiel).
Falleció el 19 de noviembre de 1797 en su casa de Madrid y fue enterrado en un nicho de la bóveda del Santísimo Cristo de los Milagros de la iglesia de San Martín, la cual estaba situada en frente del monasterio de las Descalzas Reales. En 1809 la iglesia se derribó, sin que se sepa si sus restos se trasladaron a la nueva iglesia de San Martín.

## Obras

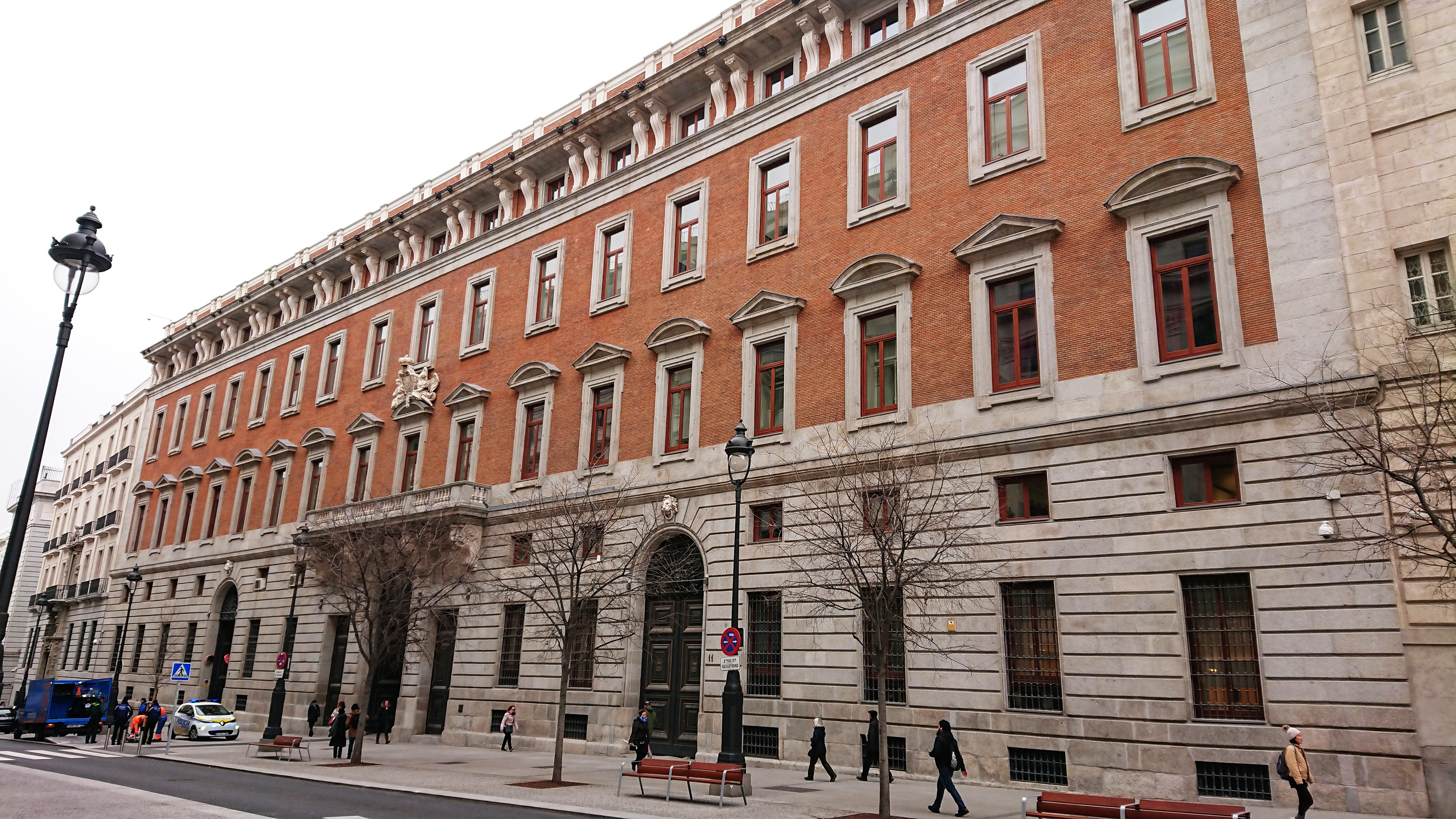
Real Casa de la Aduana (Madrid, 1769).

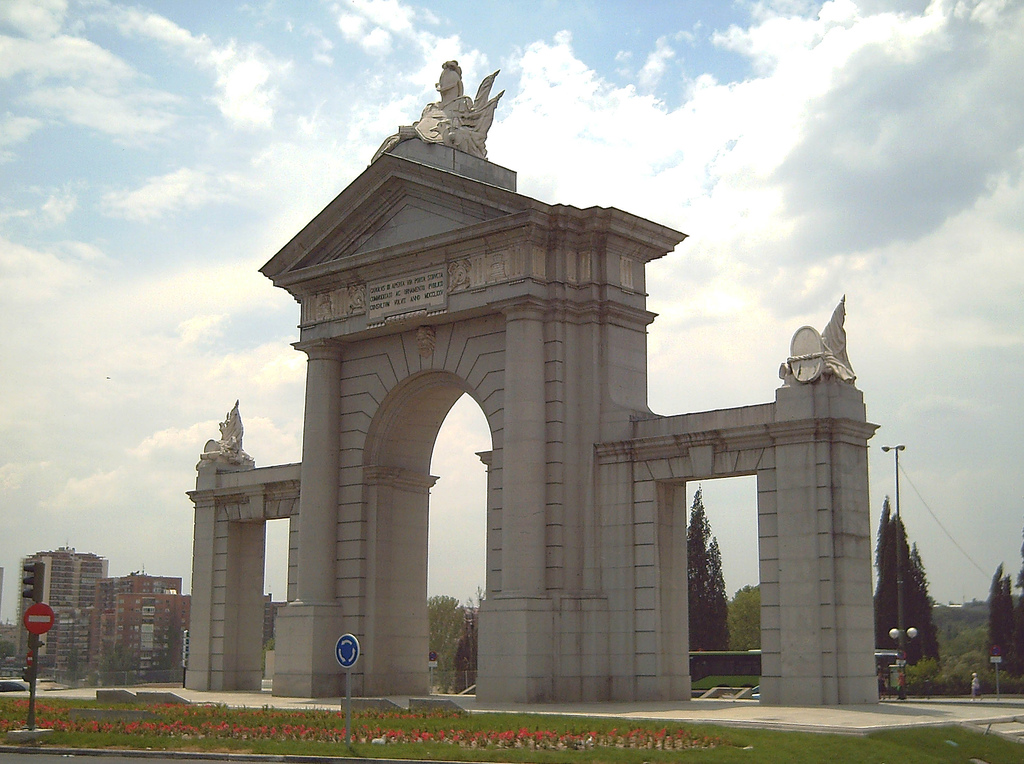
Puerta de San Vicente (Madrid, 1775).

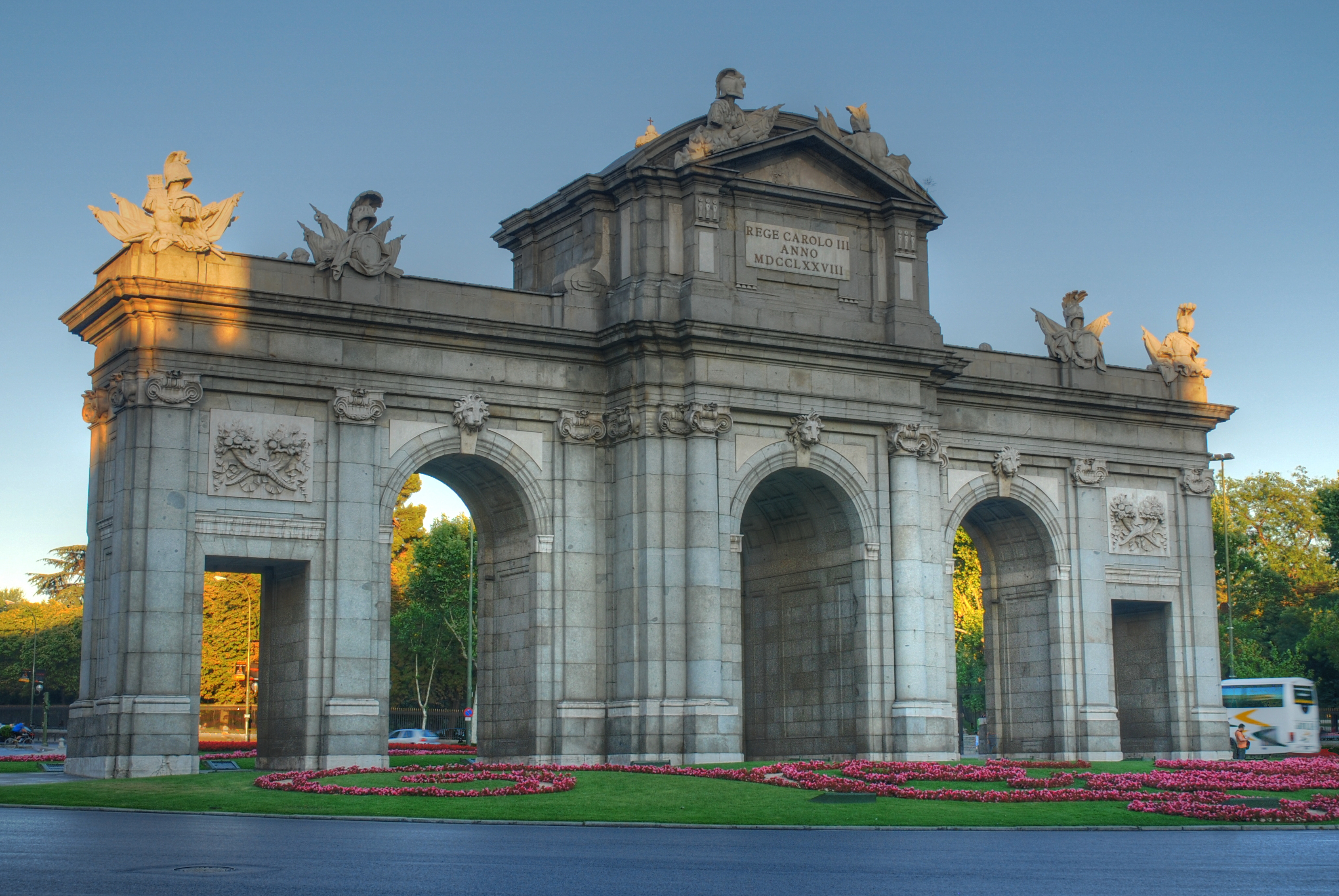
Puerta de Alcalá (Madrid, 1778).

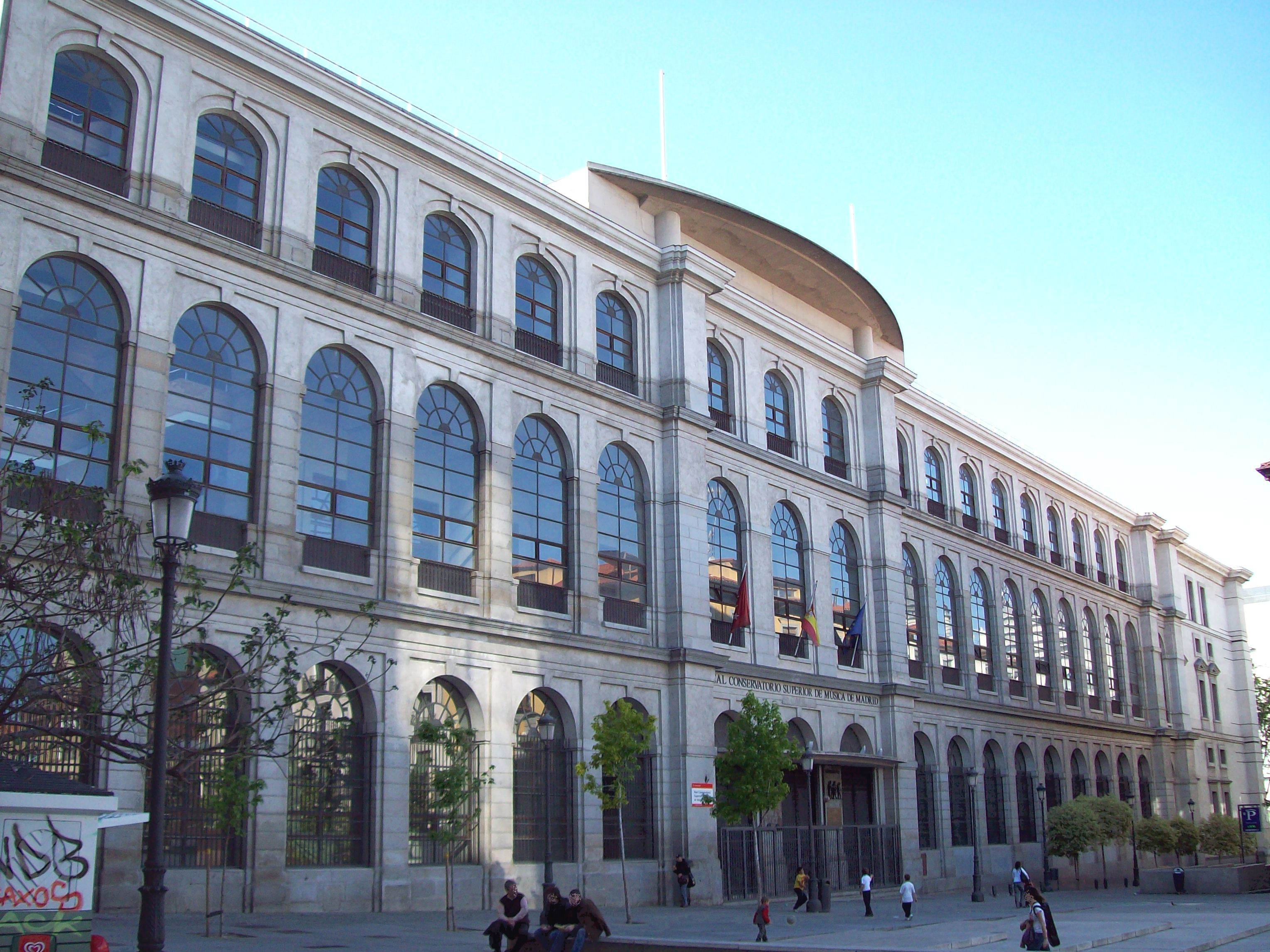
Hospital de San Carlos (Madrid, 1788), hoy Real Conservatorio.

### Madrid
Entre sus numerosas obras destacan, en Madrid:
- Sustituye a Sacchetti en las obras del Palacio Real de Madrid hasta su conclusión (1760-1764).
- Realiza las Instrucciones de alcantarillado, empedrado y limpieza de la corte (1761-1765) para el adecentamiento de la ciudad de Madrid.
- Construye la Real Casa de la Aduana en la calle de Alcalá (1761-1769), actual sede del Ministerio de Hacienda.
- Realiza junto con Francisco Gutiérrez los sepulcros de Fernando VI y Bárbara de Braganza, que se encuentran ubicados en la iglesia de las Salesas Reales.
- Concluye las obras del Convento de San Pascual de Aranjuez, proyectado en 1765 por Marcelo Fontón, después de que este tuviese un desencuentro con Joaquín de Eleta, confesor del rey y promotor de la obra. Ocupado en Madrid, Sabatini delegó en su ayudante Luis Bernasconi la dirección efectiva de los trabajos, ya muy avanzados.
- Dirige las obras de remodelación de la Cuesta de San Vicente (1767-1777).
- Comienza la prolongación del ala sureste del Palacio Real (1772).
- Reedifica el monasterio de las Comendadoras de Santiago (1773).
- Proyecta y construye la Puerta de Alcalá (1774-1778).
- Proyecta y construye la traza primitiva y la Puerta Real del Real Jardín Botánico de Madrid (1774–1781).
- Construye la Puerta de San Vicente (1775).
- Construye la Casa de los Secretarios de Estado y del Despacho (calle de Bailén, al noreste del Palacio Real), también conocida como Palacio del Marqués de Grimaldi y Palacio de Godoy (1776).
- Continúa las obras (que había iniciado José de Hermosilla durante el reinado de Fernando VI) del Hospital General, un enorme edificio en la zona de Atocha, parte del cual ocupan hoy el Centro de Arte Reina Sofía, el Conservatorio y el Colegio de Médicos (1776-1781).
- Finaliza la construcción de la Real Basílica de San Francisco el Grande (1776-1784). Su trabajo se centró en la fachada, pues la gran cúpula de Francisco Cabezas y Antonio Plo se había concluido en 1770.
- Proyecta el Cuartel de San Gil.[7]
- Cambia la orientación de la escalera principal del Palacio Real por deseo de Carlos IV.
- Participa en las obras de reconstrucción de la plaza Mayor tras el incendio de 1790, junto a Juan de Villanueva.
- Diversas obras en la Casa de Campo, entre ellas el Puente de la Culebra.

Como nota de interés, hay que decir que los Jardines de Sabatini (situados frente a la fachada norte del Palacio Real de Madrid, entre la calle Bailén y la cuesta de San Vicente) no fueron diseñados por él, sino que fueron creados en los años treinta del siglo XX en el lugar que ocupaban las caballerizas construidas por Sabatini para servicio del palacio.

### Fuera de la Corte
Fuera de la corte:
- El Convento de las Comendadoras de Santiago de Granada (1773).
- El Retablo de la Virgen de la Paz o retablo del altar mayor de la catedral de Segovia, en el último tercio del siglo XVIII (ya finalizado en 1775).
- La Real Fábrica de Armas de Toledo (1780).
- La Capilla de la Inmaculada en la Catedral de El Burgo de Osma, también llamada de Palafox (1782).
- El Real Monasterio de San Joaquín y Santa Ana de Valladolid (1787).
- El cuartel de la Guardia Valona en la localidad madrileña de Leganés (actualmente parte de la Universidad Carlos III de Madrid).
- Rehabilitación del canal de la Casa de la Moneda de Segovia